# Histoire d'Apple
Vous lisez un « bon article » labellisé en 2010.
Pour un article plus général, voir Apple.

Logo d'Apple.

Apple Inc., anciennement Apple Computer Inc., est une entreprise multinationale américaine d'informatique, créée le 1er avril 1976 à Cupertino par Steve Jobs, Steve Wozniak et Ronald Wayne, puis constituée sous forme de société le 3 janvier 1977. 
À ses débuts, Apple Computer est principalement un fabricant d'ordinateurs personnels, notamment avec les gammes Apple II, Macintosh et Power Mac, mais elle connaît des ventes difficiles et une faible part de marché dans les années 1990. Steve Jobs, qui est évincé de la société en 1985, revient à la tête d'Apple en 1997 après le rachat de sa société NeXT, au moment où l'entreprise qu'il a cofondée est au bord de la faillite. L'année suivante, il devient le PDG par intérim de la société avant d'occuper totalement ces fonctions. Jobs instaure ensuite une nouvelle philosophie d'entreprise fondée sur des produits reconnaissables et un design simple, en commençant par l'iMac en 1998. 
Avec le lancement du baladeur numérique iPod, de la plateforme musicale  iTunes et de la chaîne de magasins Apple Store en 2001, puis de l'ITunes Store en 2003, Apple s'impose comme un leader dans les secteurs de l'électronique grand public et de la vente de médias, ce qui la conduit à abandonner le terme « Computer » associé à son nom en 2007, année où l'entreprise se lance dans le marché du  smartphone avec l'iPhone, qui rencontre un succès planétaire et constitue dès lors l'essentiel de ses ventes. Le développement à l'ère Jobs se poursuit en 2010 avec la mise sur le marché d'une tablette tactile, l'iPad, puis après son décès et son remplacement par Tim Cook, d'autres produits comme la montre connectée Apple Watch. En août 2020, elle devient la première entreprise privée de l'histoire à atteindre une valeur de 2 000 milliards de dollars de capitalisation boursière.

## 1970 - 1984

### Genèse d'Apple et l'Apple I

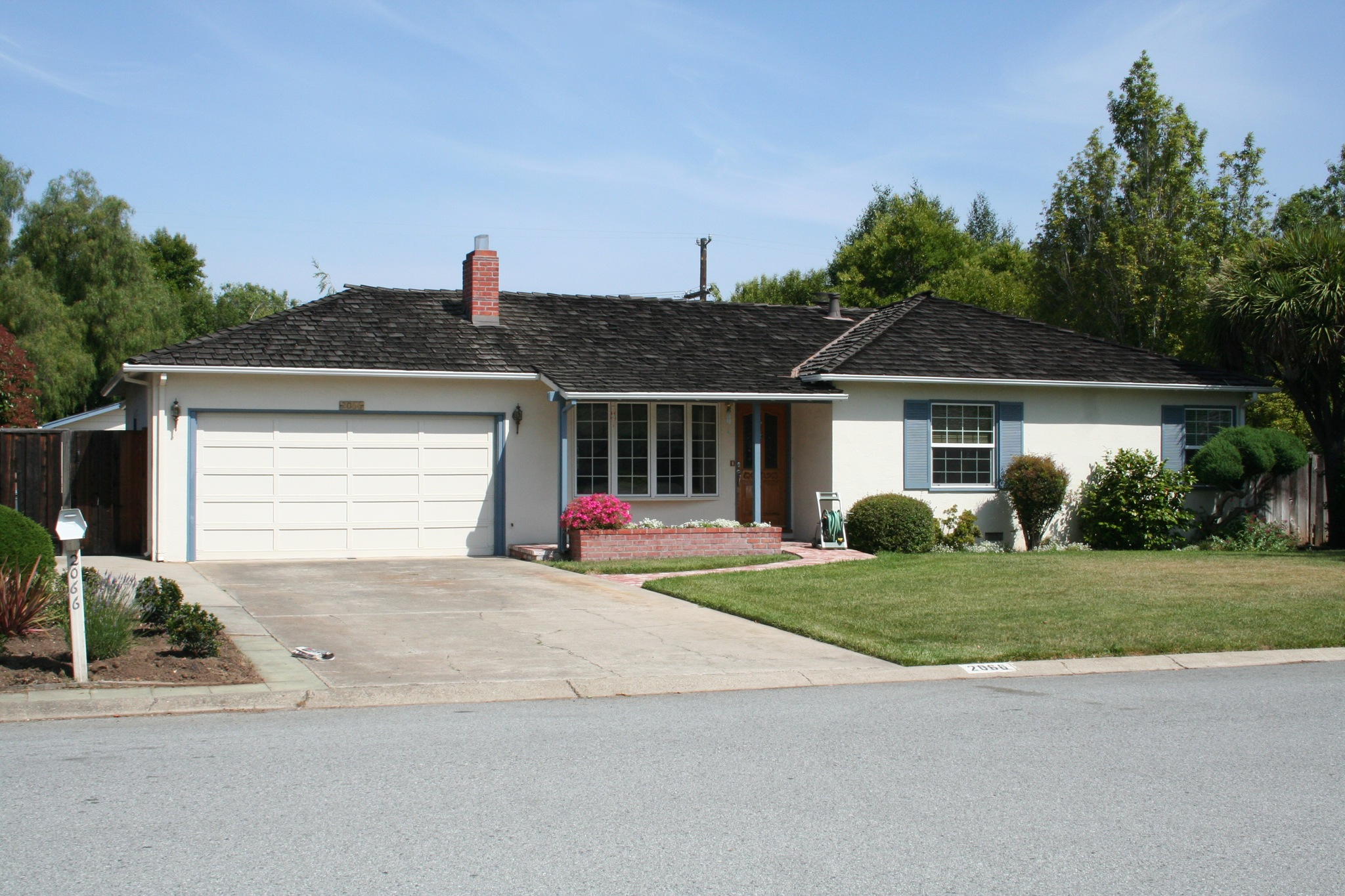
2066 Crist Drive, Los Altos. L'ancienne maison des Jobs, là où tout a commencé.

En 1971, Steve Wozniak et Bill Fernandez, étudiants et voisins, se réunissent dans un garage afin de créer leur premier ordinateur à partir de pièces détachées. Cet appareil est nommé « Cream Soda Computer », d'après la boisson que les deux étudiants consomment pendant la fabrication. Lors d'une démonstration de l'appareil devant un journaliste de presse locale, l'alimentation électrique brûle mais Wozniak ne se décourage pas. Malgré le coût élevé des pièces détachées, il continue de dessiner des ordinateurs qui posséderaient peu de puces. 
Fernandez présente son meilleur ami, Steve Jobs, à Wozniak et pense que les « deux Steve » peuvent bien s'entendre sur leur intérêt commun pour l'électronique. Le professeur McCollum, de la Homestead High School McCollum, se souvient de Jobs comme étant « compétent et un peu solitaire. Il avait toujours une façon différente de voir les choses. À un moment donné, Jobs avait besoin de pièces pour un projet de classe. Il a trouvé le numéro de Bill Hewlett dans l'annuaire téléphonique et appelle le légendaire fondateur de Hewlett-Packard chez lui. En plus d'avoir trouvé des pièces, il obtient un job d'été dans l'entreprise ». 

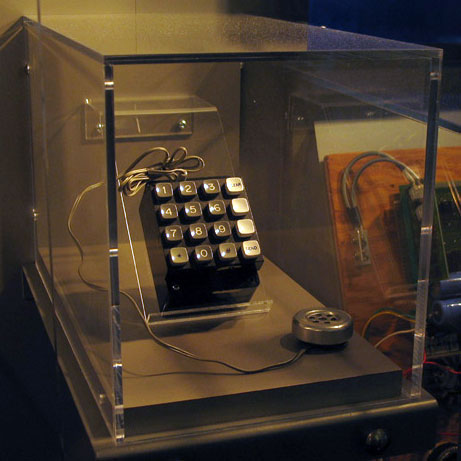
L'une des Blue Box montée par Wozniak.

À l'automne 1971, les deux amis retournent à l'Université de Californie à Berkeley et se lancent dans l'aventure de la commercialisation. Ils vendent des « Blue Box » conçues par Wozniak sur la base des numéros enregistrés dans le magazine Esquire  d'octobre 1971. Ces boîtiers électroniques portatifs permettent de passer gratuitement des appels téléphoniques illégaux en reproduisant les signaux utilisés par une compagnie de téléphone et sont vendus au prix de 150 $ dans les dortoirs de l'université. Lors de ce phreaking, Wozniak se fait appeler Berkeley Blue et Jobs se fait appeler Oaf Tobark. Pendant une démonstration de leur boîtier, ils appellent le Vatican, se font passer pour Henry Kissinger, Secrétaire d'État, et demandent à parler au pape Paul VI. Informé que le pape dormait, Wozniak perd son sang-froid et raccroche. Après plusieurs altercations avec la police et un acheteur armé, Jobs et Wozniak cessent la production de leurs « boîtes bleues », dont ils ont vendu 200 exemplaires. 
Durant l'été 1972, les deux étudiants et la petite-amie de Jobs trouvent un emploi, payé 3 $ de l'heure au Centre commercial de San José et se déguisent en personnages d'Alice au pays des merveilles. Un an plus tard, Wozniak travaille dans le secteur de l'APD dans l'entreprise Hewlett-Packard, puis Fernandez le rejoint et ils conçoivent des calculatrices portables. Jobs quitte son travail en décembre 1972, mais reste sur le campus de l'université. Deux ans plus tard, en 1974, Jobs devient employé pour Atari, une entreprise de jeux vidéos et empoche 5 $ de l'heure en travaillant comme technicien. Selon Al Corne, il est si arrogant et insolent avec les autres employés que son emploi du temps est réorganisé pour qu'il travaille la nuit. 

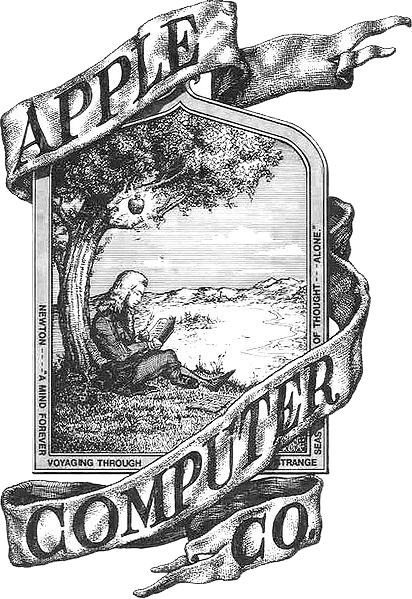
Premier logo de Apple, mettant en scène Isaac Newton et la découverte de la gravitation universelle.

### Markkula et l'Apple II
| Listes des premiers employés d'Apple Computer Inc.                                                                                  |
| --- |
| 1. Steve Wozniak 2. Steve Jobs 3. Mike Markkula 4. Bill Fernandez 5. Rod Holt 6. Randy Wigginton 7. Michael Scott 8. Chris Espinosa |

Pendant la recherche d'investisseurs, Jobs se tourne vers son ancien patron, Nolan Bushnel ; celui-ci lui recommande de rencontrer Don Valentine de la société capital risque Sequoia Capital, qui a aidé Atari quelques années plus tôt. Valentine, peu intéressé à l'époque, le renvoie vers Mike Markkula, qui s'est monté une petite fortune avec ses stock options faites chez les fabricants de semi-conducteurs Intel et Fairchild Semiconductor. Fin 1976, les Apple Computer ne sont vendus que dans dix boutiques aux États-Unis. Markkula établit un objectif de croissance des revenus à 500 millions de dollars en dix ans. Pour rendre cela réalisable, il investit personnellement 92 000 dollars dans la société et cosigne un prêt de 250 000 dollars contracté auprès de la Bank of America. Le financement de la société étant assuré, Steve Jobs, Mike Markkula et Steve Wozniak signent l'acte d'incorporation le 3 janvier 1977, actant la création officielle d'Apple Computer Inc. Afin d'éviter quelques problèmes légaux, la firme rachète le partenariat pour 5 308,96 dollars, dont un tiers est envoyé à Ron Wayne malgré son départ. Pensant qu'une direction expérimentée est nécessaire au cas où la société réaliserait son ambitieux plan d'affaires, Markkula se tourne vers Michael Scott, ex-collègue lorsqu'il travaillait chez Fairchild. Scott accepte le poste en février 1977 pour un salaire initial annuel de 26 000 dollars, ce qui ne correspond qu'au tiers de ce qu'il gagnait lorsqu'il était directeur de la fabrication chez National Semiconductor. Une fois à la tête d'Apple, il met en place une organisation interne avec des badges d'identification numérotés en fonction de la date d'embauche. Il se réserve le numéro 7, son chiffre porte-bonheur, et attribue à Wozniak le numéro 1 car, selon lui, sans sa conception brillante de l'Apple I, il n'y aurait pas d'Apple.

Le logo d'Apple créé par Rob Janoff avec ses couleurs arc-en-ciel, utilisé de 1977 à 1998.

Alors que Steve Wozniak travaille sur le futur Apple II, Steve Jobs s'occupe de son aspect. Il avait horreur des boîtiers en métal des ordinateurs de l'époque et souhaitait pour l'Apple II un boîtier en plastique dessiné par des professionnels qui plairait plus facilement au grand public. De plus, le logo dessiné par Wayne lui paraît trop cérébral et difficilement reproductible à petite taille. Il engage donc, début 1977, les services de la Regis McKenna Advertising pour dessiner le nouveau logo (la pomme), le logotype (Motter Tektura), et réaliser la première publicité professionnelle d'Apple. Le logo de la pomme est l'œuvre de Rob Janoff ; les couleurs témoignent de la capacité de l'Apple II à afficher des couleurs, et la morsure sur la droite évite que la pomme ressemble trop à une tomate cerise. Le boîtier de l'Apple II est conçu par Jerry Manock, qui réalisa également celui de l'Apple III et du Macintosh.
L'Apple II est lancé le 17 avril 1977 lors du West Coast Computer Faire (en) qui se tient à San Francisco. Les ventes se portent bien et permettent en août 1977 à Apple d'atteindre un flux de trésorerie positif qui permet à Michael Scott de négocier avec Microsoft une licence de huit ans de leur langage BASIC gérant la virgule flottante pour 21 000 dollars. Il est ensuite adapté pour l'Apple II, par Randy Wigginton entre autres. Parmi les éléments qui ont fait le succès de l'Apple II, se trouve le lecteur de disquette 5 " ¼ maison, le Disk II (en), vendu à partir de juillet 1978 pour 595 dollars, faisant de lui le lecteur le moins cher à l'époque. VisiCalc, premier tableur pour ordinateur personnel, développé par Dan Bricklin et Bob Frankston, uniquement disponible sur Apple II, eut aussi un rôle dans son succès. Lancé quelques mois après le lancement de l'Apple II Plus en juin 1979, 200 000 exemplaires de VisiCalc sont vendus, faisant d'elle l'une des premières killer applications, qui justifie à elle seule l'achat d'un Apple II.
Ne comptant pas sur un succès éternel de l'Apple II, Apple lance en 1979 trois projets distincts destinés à développer trois machines différentes : l’Apple III, l’Apple Lisa et le Macintosh.

### L'Apple III, déboires et entrée en bourse

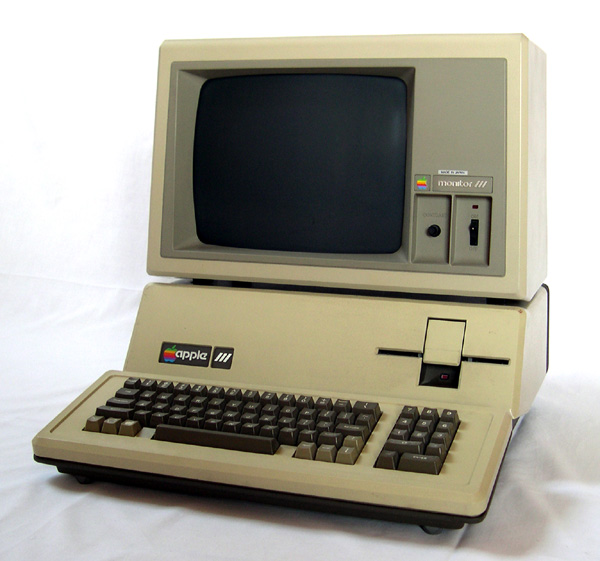
L'Apple III.

À la fin des années 1970 et au début des années 1980, la concurrence croît fortement et de nouveaux concurrents se lancent sur le marché. L'Apple II se voit relégué aux marchés des particuliers et de l'éducation, pour laisser la place à l'Apple III sur le marché des entreprises, tout en étant rétro-compatible avec son prédécesseur. Il est présenté le 19 mai 1980 lors de la National Computer Conference à Anaheim. Des problèmes de production obligent à repousser sa sortie à l'automne suivant. Contrairement à ses deux prédécesseurs qui étaient principalement l'œuvre d'un homme, Steve Wozniak, l'Apple III est l'œuvre d'un comité dirigé par Steve Jobs, qui pouvait demander d'un jour à l'autre une chose et son contraire. L'absence souhaitée par ce dernier d'un système de ventilation mène à des surchauffes de la machine et à des désolidarisations. Lors des premiers envois en masse, à partir de mars 1981, 20 % des Apple III arrivent hors-service. Les déboires avec la machine s'enchaînent jusqu'en 1983 et la sortie de l’Apple III Plus, qui corrige les principaux défauts de son prédécesseur. Mais le mal est fait : la mauvaise publicité, conséquences des déboires, et le manque de logiciels tirant parti de son système Apple SOS (en), font de l'Apple III le premier échec d'Apple. La base installée atteint selon estimation 120 000 unités (III et III plus confondus) contre plus de 1,3 million pour les Apple II. Sa production est arrêtée en avril 1984, peu après la sortie du Macintosh.
Malgré les déboires que connaît Apple, la firme est introduite en bourse le 12 décembre 1980 par Morgan Stanley et Hambrecht & Quist. 4,6 millions d'actions sont mises en vente. De 22 dollars à l'ouverture, l'action monte de plus 30 % pour clore à 29 dollars, portant la valeur de marché de la compagnie à 1,778 milliard de dollars. Jobs, premier actionnaire individuel avec 7,8 millions d'actions devient donc millionnaire avec 217 millions de dollars notionnels ; il en est de même pour Wozniak et Markkula et leurs 4 et 7 millions d'actions respectives. Parmi les 1 000 employés d'Apple, plus de quarante deviennent également millionnaires grâce à leur stock options. C'est l'introduction en bourse la plus importante depuis celle de Ford en 1956. Le 27 mai 1981, 2,6 millions d'actions supplémentaires viennent s'ajouter à celles déjà présentes sur le marché. Deux mois plus tôt, Mike Markkula a remplacé Michael Scott à la tête de la compagnie et Steve Jobs le remplace en tant que président du conseil d'administration (chairman).

### Xerox PARC, Lisa, Macintosh et départ de Steve Jobs

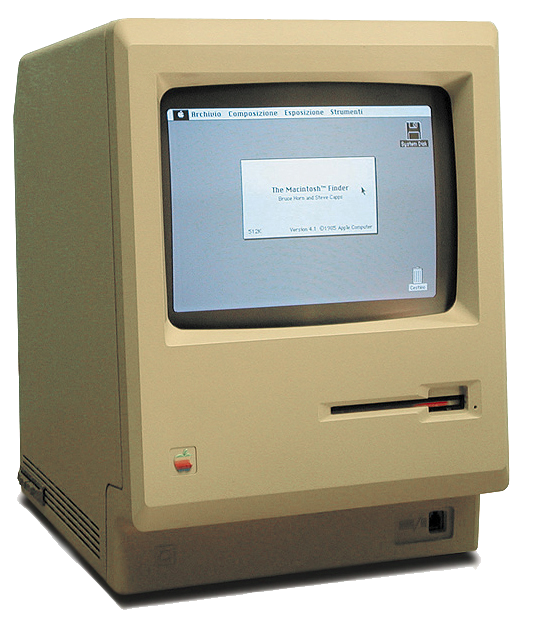
Le Macintosh 128K, le premier ordinateur personnel utilisant une souris et une interface graphique qui a rencontré un succès commercial.

Le projet Lisa voit le jour à la fin de l'année 1978, alors qu'Apple cherchait à développer la prochaine génération d'ordinateurs. Le projet prend de l'impulsion lorsque Ken Rothmuller est engagé en tant que chef de projet en juillet 1979 ; il n'était alors question que d'un ordinateur de 2 000 dollars dont le lancement était prévu en 1981. Toutefois, deux visites de Steve Jobs et d'une dizaine d'ingénieurs d'Apple au Xerox PARC allaient faire de Lisa ce qu'il est devenu.
Steve Jobs négocie un accès au Xerox PARC en échange d'un investissement à hauteur d'un million de dollars d'actions Apple par Xerox (avant l'introduction en bourse). En décembre 1979, ils[Qui ?] y découvrent le résultat des travaux de Xerox sur l'interface graphique et les WIMP sur le Xerox Alto. Cette visite les inspire pour le développement du premier ordinateur Apple à interface graphique, l'Apple Lisa. Les travaux sur le Lisa se prolongent jusqu'en janvier 1983, date de sa sortie et de celle de l'Apple IIe. Son prix élevé, 9 995 dollars, est en partie responsable de son échec.
À la fin de l'année 1980, Jobs se voit retirer le projet Lisa par Michael Scott et se tourne alors vers le projet Macintosh initié par Jef Raskin et qu'il finit par s'approprier. Tout comme l'Apple Lisa, le Macintosh utilise une souris et une interface graphique et partage le même type de processeur, un Motorola 68000. Il réduit les coûts en se limitant dans sa première version, contrairement au Lisa, au monotâche afin de consommer moins de ressources. Durant cette période, en avril 1983, Steve Jobs convainc John Sculley de quitter Pepsi-Cola pour devenir président et CEO d'Apple Computer Inc. ; le Macintosh, quant à lui, est lancé en grande pompe avec le spot publicitaire 1984, diffusé deux jours avant sa sortie lors des créneaux publicitaires de la finale du Super Bowl XVIII, le 22 janvier 1984. Le 24 avril 1984 signe l'abandon de l'Apple III et l'arrivée de l'Apple IIc lors d'une conférence au Moscone Center, placée sous le sigle Apple II Forever. Steve Jobs y annonce que plus de 50 000 Macintosh (2 495 dollars) ont été vendus depuis son lancement, alors que ce même jour Apple reçoit un total de 52 000 commandes d'Apple IIc (1 295 dollars), montrant un succès qui ne faiblit pas.

## 1985 - 1997: Sculley, Spindler, Amelio

### Départ de Steve Jobs
En 1985, un conflit de pouvoir oppose Steve Jobs à John Sculley. Les ventes de Macintosh ne sont pas aussi élevées qu'espéré, et en décembre 1984, l'Apple II génère encore 70 % des revenus de la firme. Il va s'ensuivre une réorganisation d'Apple, avec en juin, 1 200 licenciements, soit 20 % des employés. En avril 1985, le conseil d'administration autorise Sculley à évincer Jobs de tout rôle décisionnel, mais autorise ce dernier à rester président du directoire. Moins d'un mois plus tard, Steve Jobs fomente l'éviction de Sculley ; prévenu par Jean-Louis Gassée, Sculley convoque une réunion de l'exécutif et met son détracteur face à la rumeur ; Steve Jobs lui rétorque qu'il pense qu'il n'est pas la bonne personne pour diriger la compagnie. Le 31 mai suivant, Sculley lui fait retirer toute responsabilité et lui confie la « réflexion planétaire » (« global thinking ») dans un bureau éloigné du centre décisionnel de la firme, renommé ironiquement Siberia (Sibérie). En septembre 1985, Jobs quitte Apple pour fonder sa propre compagnie, Next, Inc.. Il y est rejoint par cinq autres employés d'Apple dont Bud Tribble, George Crow et Susan Kare.

### Fin des années 1980: Macintosh et Apple II

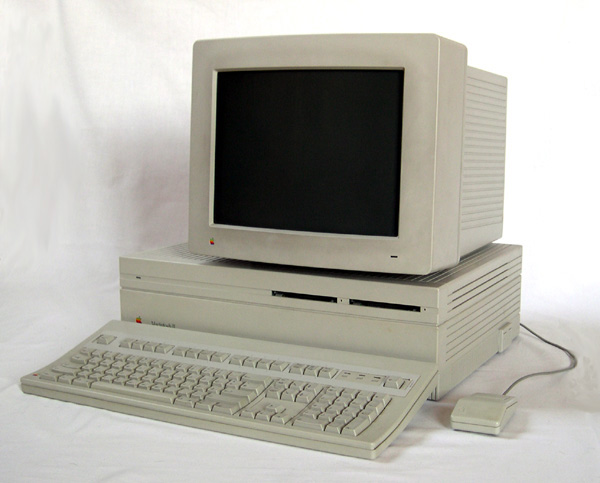
Un Macintosh II

Depuis leur introduction, les Macintosh cohabitent avec les Apple II. Le Macintosh Plus est lancé en janvier 1986 et l'Apple IIGS en septembre de cette même année. Ce dernier sera la dernière évolution majeure que connaîtra l'Apple II, en adoptant une souris et une interface proche de celle du Macintosh. Les nouveaux modèles qui suivent sont de simples évolutions utilisant des composants plus rapides. Le Macintosh de son côté continue sa route avec l'arrivée en 1987, du premier modèle de Macintosh II et en 1989, du premier ordinateur portable d'Apple, le Macintosh Portable.
Les concurrents d'hier, Atari ST, Amiga et Commodore 64, s'effacent devant l'IBM PC puis la multiplication des compatibles PC. En 1986, ils représentent déjà plus de la moitié des ordinateurs personnels vendus dans le monde.
Le 19 février 1987, Apple enregistre le nom de domaine Apple.com, faisant de la firme l'une des 100 premières à acquérir un nom de domaine .com. En juillet de la même année, Apple donne naissance à sa filiale Claris, dédiée à la création de logiciels. Elle hérite des droits et des codes sources de divers programmes appartenant à Apple, dont MacWrite et MacPaint.
Macintosh Office
En 1985, Apple tente de s'implanter plus fortement dans les entreprises en lançant Macintosh Office, une solution de mise en réseau des Macintosh avec des imprimantes LaserWriter et un serveur de fichiers via AppleTalk. Chiat\Day, l'agence publicitaire d'Apple, réalise le spot Lemmings, qui est diffusé durant le Super Bowl XIX. Contrairement à 1984, cette publicité est un échec, car elle est perçue comme insultante envers les acheteurs potentiels. L'une des raisons avancées pour expliquer en partie l'échec, fut l'abandon du projet BigMac, un serveur de fichiers Macintosh dédié, basé sur un système Unix. Cependant les technologies AppleTalk et LocalTalk, utilisées pour mettre en réseau les Macintosh tout comme les LaserWriter, réussissent à s'imposer, faisant du Macintosh une pièce maîtresse des premières heures de la publication assistée par ordinateur, particulièrement après le lancement d'Aldus PageMaker, premier logiciel de PAO. Pour essayer de remplacer BigMac, Apple lance en 1987 AppleShare, un logiciel qui permet de transformer n'importe quel Macintosh en serveur de fichiers,.

### Le déclin d'Apple

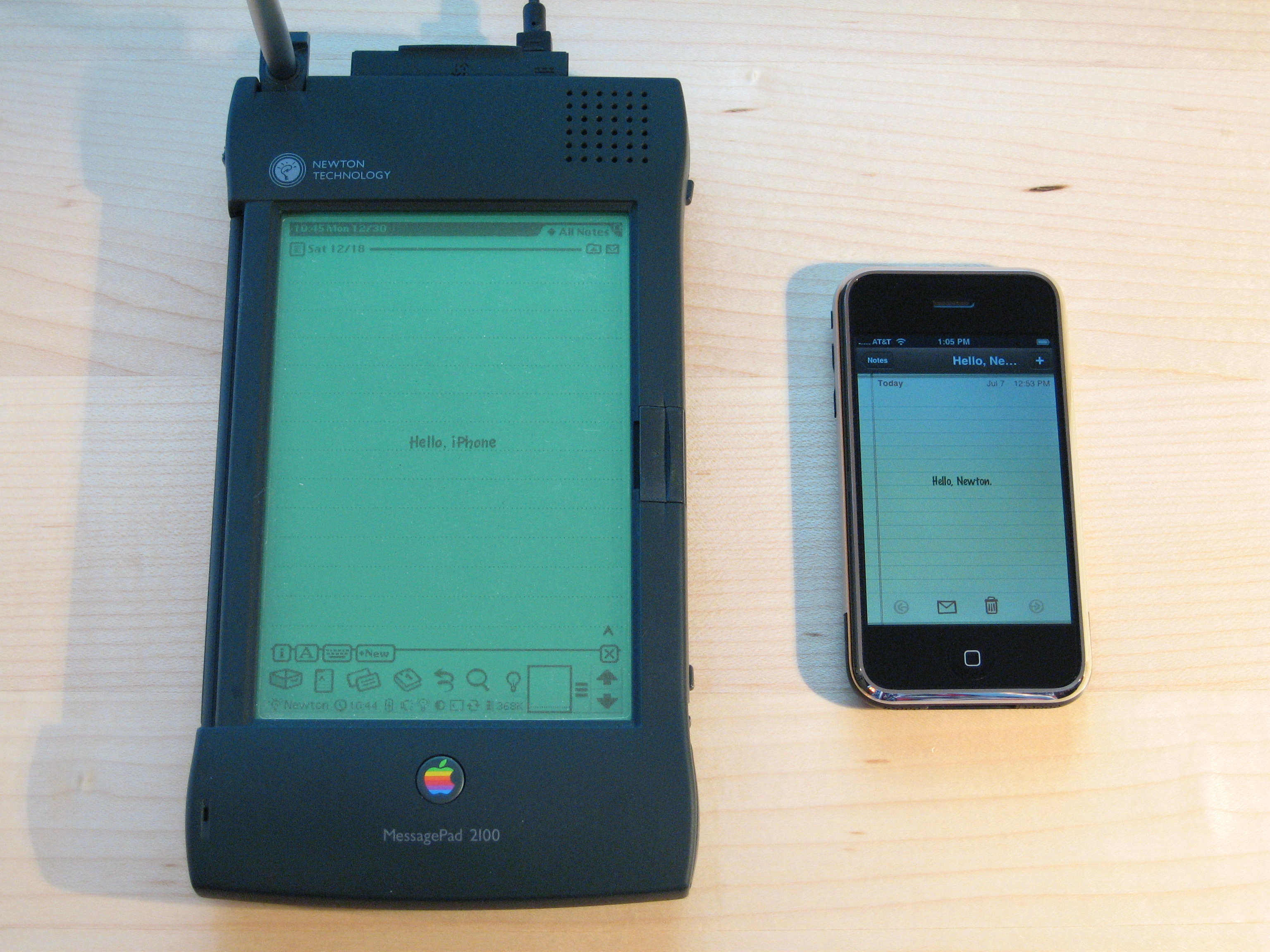
Un MessagePad 2100 au côté d'un iPhone.

Fin 1987, débute le projet qui aboutit au Newton, sous la direction de Steve Sakoman (en). Après le départ de ce dernier en 1990, le projet est récupéré par Larry Tesler qui choisit le processeur ARM 610 au détriment de l'AT&T Hobbit (en). Longtemps retardé, le lancement du premier Newton MessagePad a lieu le 2 août 1993, au prix de 699 dollars. À la suite d'un accord entre Apple et Sharp, ce dernier se charge d'une partie de la conception et de la production des appareils et crée une version légèrement modifiée, vendue par Sharp sous le nom de ExpertPad.
Face à la concurrence croissante des compatibles PC, Apple lance successivement les Macintosh LC, Quadra et Centris. Malheureusement, ces nouveaux modèles sont victimes d'une mauvaise commercialisation. Trop de modèles sont présents sur le catalogue, se distinguant parfois par des différences mineures, créant la confusion chez le consommateur. En conséquence, moins d'un an après leur lancement, les Centris sont intégrés à la famille des Quadra. En plus des ordinateurs de bureau, Apple s'étend en 1991 au marché des ordinateurs portables en lançant ses PowerBook, plus proches des ordinateurs portables actuels.

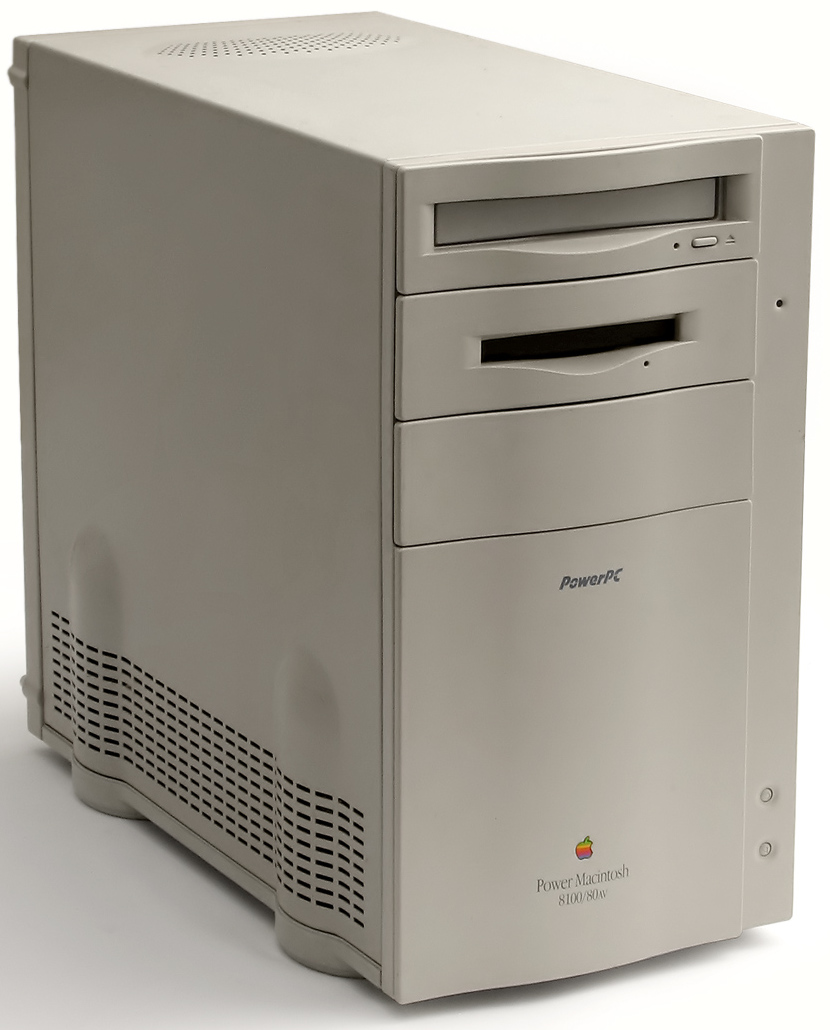
Un Power Macintosh 8100, premier Macintosh à être équipé d'un processeur PowerPC avec les Power Mac 6100 et 7100.

Après le lancement de la dernière mise à jour matérielle de l'Apple IIGS en octobre 1989, Apple retire au fur et à mesure les modèles de son catalogue, jusqu'au 1er novembre 1993, date à laquelle, le dernier d'entre eux, l'Apple IIe Platinum est retiré à son tour. L'Apple IIe Card, qui permet d'émuler un Apple II sur un Macintosh LC, persiste quant à elle jusqu'en mai 1995, mettant fin ainsi à l'ère des Apple II.
Au début des années 1990, les microprocesseurs RISC ont des performances supérieures aux microprocesseurs CISC dont la famille m68k fait partie. Après avoir écarté l'idée de migrer vers l'architecture Motorola 88000 (en), Apple s'allie en 1991 avec son ancien concurrent IBM, ainsi qu'avec Motorola, pour former l'Alliance AIM, dont l'objectif est de créer de nouveaux standards informatiques autour de l'architecture RISC PowerPC. Les premiers Macintosh qui en sont équipés apparaissent en 1994 : ce sont les Power Mac 6100 et 7100, tous dotés d'un PowerPC 601. Le changement d'architecture oblige Apple à réécrire le code source du Mac OS, Power Macintosh faisant tourner les applications 68k grâce à un émulateur intégré au système.
Malgré les efforts d'Apple, Microsoft et Intel prennent de plus en plus de parts de marché. Cette tendance s'amplifie avec la sortie de nouveaux Pentium et celle de Windows 95, améliorant les capacités multimédia des PC dont l’interface se rapproche de plus en plus de celle créée par Apple. En réaction, Apple lance, sous l'impulsion de son CEO Michael Spindler puis de son successeur Gil Amelio, un programme de licences de son système d'exploitation, permettant ainsi à d'autres entreprises de vendre leurs propres ordinateurs équipés du Système 7. Ces machines sont connues sous le nom de « clones ». Cette stratégie échoue à faire gagner au système des parts de marché, grignotant principalement celles du Macintosh d'Apple.
En 1994, Apple se lance sur un nouveau marché avec QuickTake, l'un des premiers appareils photo numérique destinés au grand public. Trois modèles sont commercialisés, mais leur faible succès entraîne l’arrêt de leur commercialisation en 1997. En 1996, l'entreprise fait un nouvel essai avec la Pipp!n, une console qui partage de nombreuses caractéristiques avec le Macintosh (système dérivé de Mac OS, processeur Power PC). Conçue par Apple, mais produite par Bandai, la Pippin est un échec avec seulement 42 000 unités vendues au Japon et aux États-Unis.
Rachat de NeXT et retour de Steve Jobs
En 1996, Gil Amelio remplace Michael Spindler en tant que CEO. Après avoir annoncé de lourdes pertes (740 millions de dollars) pour le second semestre de 1996, Amelio effectue de nombreux remaniements au sein de la firme, dont une vague de 2 700 licenciements d'employés à temps plein et 1 200 intérimaires. Après plusieurs tentatives ratées de faire évoluer Mac OS de manière conséquente avec des projets comme Taligent (en), puis Copland, Apple est à la recherche d'un nouveau système d'exploitation. Après des négociations avec Be Inc. fondé par Jean-Louis Gassée, ex-président de la Product Division d'Apple, c'est finalement vers NeXT et son système NeXTSTEP qu'Apple se tourne, et en fait l'acquisition pour 427 millions de dollars en décembre 1996. Ce rachat signe le retour de Steve Jobs, qui devient alors conseiller de Gil Amelio. En juillet 1997, le conseil d'administration d'Apple remercie Amelio et propose son poste à Jobs, proposition qu'il décline en acceptant cependant de devenir membre du conseil d'administration, avant de devenir CEO par intérim. C'est ce dernier statut qui inspirera Apple à nommer ses produits en commençant par un « i ». Selon Adam Lashansky, Steve Jobs était appelé « iCEO », avec « i » pour interim. Le site web Reference for Business attribue quant à lui cette première lettre à l'utilité d'Internet sur les produits Apple.
Avec Steve Jobs à la tête de la firme, la réorganisation continue ; en février 1998, FileMaker Inc., filiale d'Apple est formée à partir des vestiges de Claris. Deux semaines plus tard, Apple annonce l'arrêt du développement du Newton et de son système Newton OS, après y avoir investi en 11 ans, selon estimation, un demi-milliard de dollars et vendu 150 000 à 300 000 appareils pendant les 4 ans et demi de présence sur le marché, alors que le parc de Pocket PC équipés de Windows CE atteint 500 000 unités.
Lors de la Macworld 1997, Steve Jobs annonce qu'Apple a signé un partenariat avec Microsoft qui comprend le développement pour 5 ans de Microsoft Office sur Macintosh et un investissement de 150 millions de dollars de titres sans droit de vote. Ce partenariat aboutit à la création de la Macintosh Business Unit (en) au sein de Microsoft, département chargé du développement de logiciels à destination de la plate-forme Apple. Il est annoncé au passage aussi qu'Internet Explorer devient le navigateur web par défaut du Mac OS.

## 1998 - 2002: renaissance

### Macintosh
L'un des premiers produits entièrement conçus sous la direction de Steve Jobs est l'iMac. Son design tout en un, réminiscence du premier Macintosh, est l'œuvre de Jonathan Ive et son équipe. En juillet 1998, la firme annonce son troisième trimestre bénéficiaire consécutif ; le mois suivant, elle lance l'iMac qui se vendra à plus de 800 000 unités lors des cinq premiers mois qui suivront sa commercialisation. En 1999, le processeur PowerPC G4 vient remplacer le G3 au sein de nouveaux Power Mac.

### Logiciels
Avec le retour des bénéfices, Apple se lance dans l'achat de petites compagnies et de produits afin de se constituer un catalogue de logiciels de production numérique destinés aux professionnels, mais aussi au grand public. C'est ainsi qu'en 1998, Apple fait l'acquisition de Final Cut, logiciel de montage, alors propriété de Macromedia. L'année suivante voit la parution de deux logiciels de montage vidéo : iMovie, destiné au grand public et Final Cut Pro, destiné aux professionnels. En 2002, Apple rachète la société Emagic, éditeur du logiciel de musique assistée par ordinateur (MAO) Logic, aboutissant à la création de GarageBand. Les logiciels grand public seront rassemblés dans la suite logicielle multimédia iLife, qui comprend ou a compris les logiciels iTunes, iMovie, iPhoto, iDVD, iWeb et GarageBand.
Mac OS X

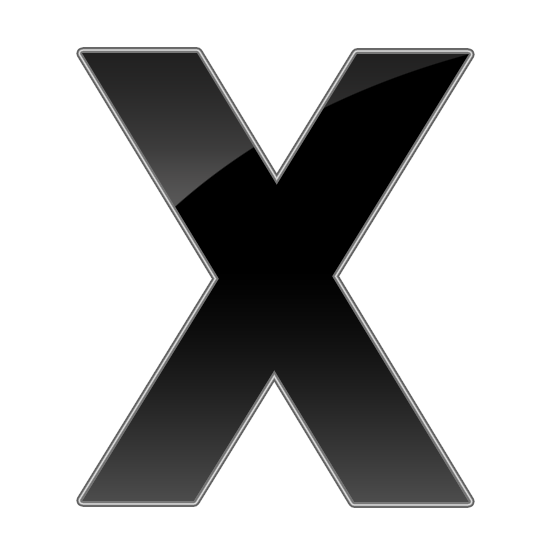
Logo de Mac OS X v10.6 Snow Leopard.

Le projet Copland ayant été abandonné, Apple avait racheté NeXT en décembre 1996 pour faire du système d'exploitation NeXTSTEP la base du nouveau système d'exploitation des Macintosh, Mac OS X. Ce dernier est fondé sur le micro-noyau Mach implanté dans le noyau XNU, tous deux utilisés par NeXTSTEP, et amélioré à partir du code issu de BSD pour être inclus dans le cœur de Mac OS X, Darwin. La première version bêta publique sort en septembre 2000. Vendue 30 dollars, elle permet d'avoir un aperçu du nouveau système et de pouvoir signaler les bugs rencontrés. La première version de Mac OS X, 10.0 (nom de code cheetah), est quant à elle disponible à partir du 24 mars 2001. Elle contient l'environnement Classic, qui permet de faire fonctionner les applications conçues pour les versions antérieures de Mac OS. Par la suite, Apple publie des mises à jour majeures pour son système d'exploitation : 10.1 "Puma" (25 septembre 2001), 10.2 "Jaguar" (24 août 2002), 10.3 "Panther" (24 octobre 2003), 10.4 "Tiger" (29 avril 2005), 10.5 "Leopard" (26 octobre 2007), 10.6 "Snow Leopard" (28 août 2009), 10.7 "Lion" (11 juillet 2011), 10.8 "Mountain Lion" (21 juillet 2012), 10.9 "Mavericks" (22 octobre 2013), 10.10 "Yosemite" (16 octobre 2014) et la dernière version en date OS X "El Capitan" (version 10.11, annoncée le 8 juin 2015 à la WWDC et disponible pour l'automne 2015).

### Apple Store

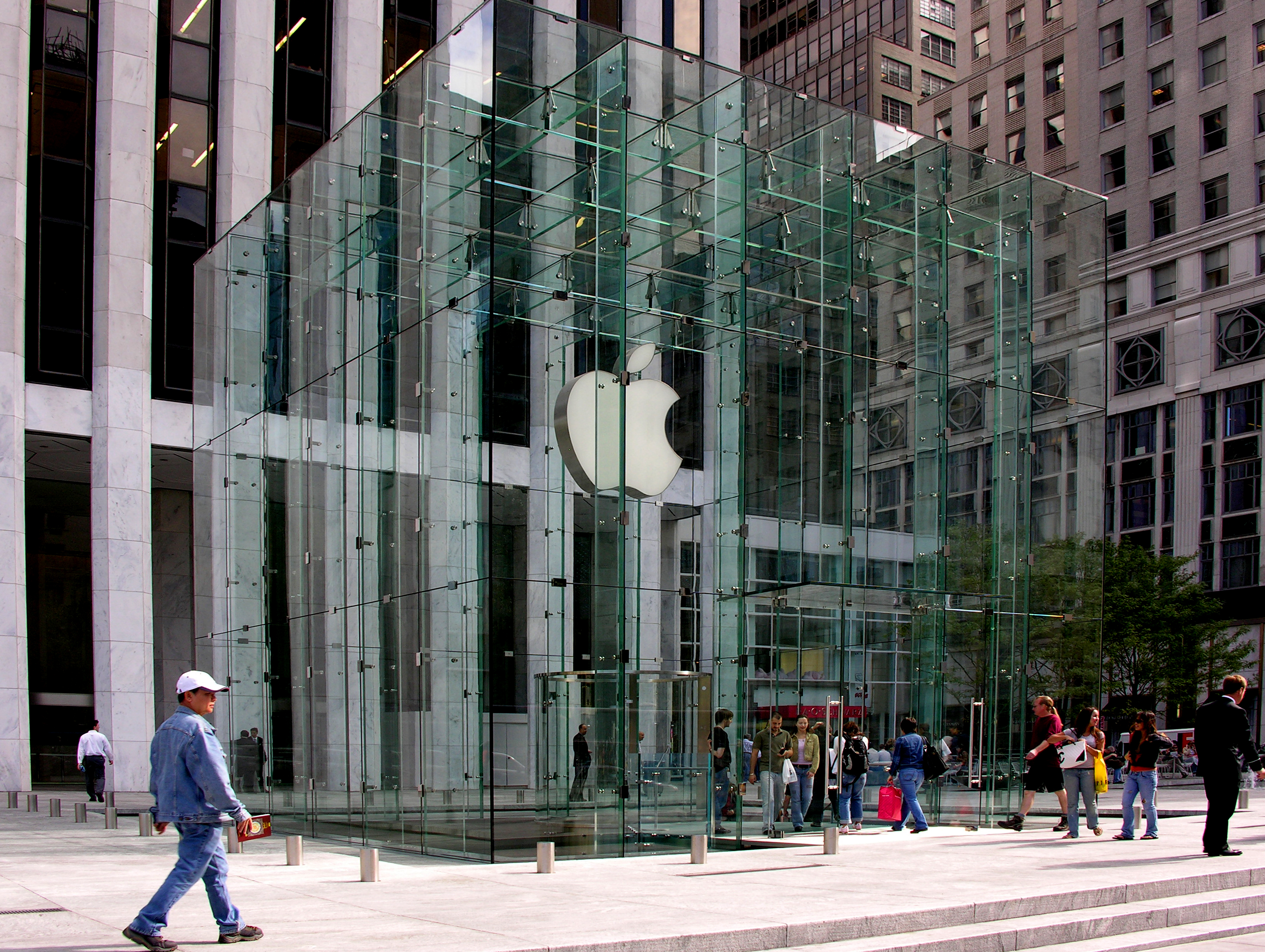
Entrée de l'Apple Store de la Cinquième Avenue à New York.

En 1998, Apple retire ses produits des catalogues de Best Buy, Circuit City, Computer City (en), Office Max (en) et Sears afin de se concentrer sur CompUSA (en), où est développé dans le cadre d’un partenariat, le concept d'un « magasin dans le magasin » avec un espace réservé aux produits Apple. Pour améliorer la visibilité de ses produits, Apple lance sa propre chaîne de boutiques, connues sous le nom d'Apple Store. Les premières ouvrent le 19 mai 2001 à Glendale, Californie et McLean, Virginie. Après les États-Unis, Apple étend sa chaîne au-delà des frontières en commençant par Tōkyō en 2003.

### iPod

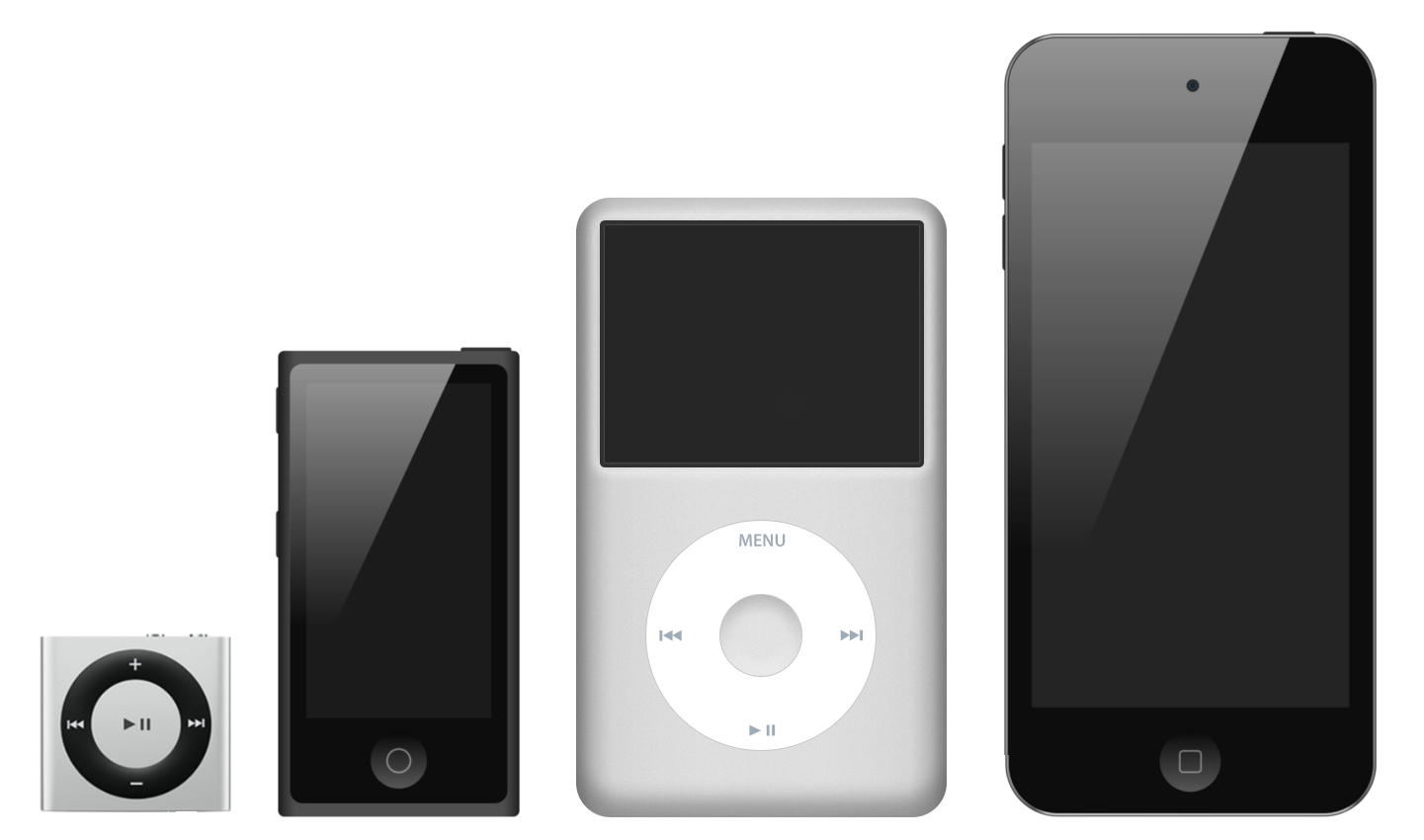
La famille des iPod en 2012.

Cinq mois après l'ouverture de ses premiers Apple Store, Apple lance son baladeur numérique, l'iPod. Le premier modèle lancé en octobre 2001, est doté d'un disque dur de 5GB pouvant contenir, selon Apple, 1 000 chansons. Apple a par la suite fait évoluer son iPod et a élargi la famille en lançant de nouveaux modèles. Le produit rencontre un grand succès, permettant à Apple de vendre plus de 260 millions d'appareils en neuf ans. Il signe également le début de la diversification d'Apple, levant le cantonnement d'Apple aux Macintosh, ses accessoires et ses logiciels, dans la ligne de la stratégie du hub numérique.

## Depuis 2003

### Continuité et diversification
L'année 2002 voit l'arrivée de l'iMac G4, équipé d'un écran LCD orientable, ainsi que l'apparition d'une nouvelle gamme d'ordinateurs : les Xserve, des serveurs rack 1U utilisant 1 ou 2 processeurs. L'année suivante, ils sont rejoints par les Xserve RAID, une solution de stockage dotée de 14 disques durs. Quelques mois plus tard est lancé le Power Mac G5, embarquant un PowerPC 970 produit par IBM. Un lot de 1 100 machines bi-processeur sont utilisées par Virginia Tech pour former son supercalculateur, System X. En novembre 2003, il est classé 3e supercalculateur le plus puissant au monde. Lors de la Macworld Expo en janvier 2005, Apple lance d'une part l'iPod shuffle, plus petit et plus abordable que son grand frère, et d'autre part le mac mini, le Macintosh le plus abordable jamais mis en vente. Enfin, en octobre 2005, les processeurs double cœur font leur apparition chez Apple avec les PowerPC 970MP qui équipent les nouveaux Power Mac lancés à cette occasion.
En avril 2003, conjointement avec le lancement de la troisième génération d'iPod, Apple ouvre l'iTunes Music Store, une boutique de vente de musique en ligne au format Advanced Audio Coding et protégée par le système de DRM FairPlay. En 2006, le terme music disparaît du nom avec la mise en vente de vidéos sur l'iTunes Store.
En août 2011, Apple rachète la société suédoise C3 Technologies spécialisée dans la cartographie 3D, et pourra rendre ainsi ses téléphones portables indépendants du service Google Maps, appartenant à son principal concurrent.
En janvier 2012, Apple effectue la plus grosse acquisition de son histoire avec l'achat du fabricant de puces électroniques Anobit pour 380 millions d'euros.

### Transition vers Intel
Lors de son discours-programme à la Worldwide Developers Conference en juin 2005, Steve Jobs annonce qu'Apple va procéder à la troisième grande transition (après le passage de l'architecture 68k à l'architecture PPC et la sortie de Mac OS X) qu'a connue le Macintosh : le passage de l'architecture PowerPC à l'architecture Intel x86. Les Macintosh dotés de processeurs Intel (surnommés « Macintel » ou « Mactel » par la presse spécialisée et les aficionados) font leur apparition dans le catalogue d'Apple en janvier 2006 avec l'iMac et le MacBook Pro utilisant tous deux un processeur Intel Core Duo. Dès août 2006, soit près d'un mois en avance sur le planning, toutes les gammes de Macintosh ont migré vers la plate-forme Intel. Les Power Mac, PowerBook et iBook sont respectivement remplacés par les Mac Pro, MacBook Pro et Macbook.
En mars 2006, un groupe de hackers parvient à faire fonctionner Windows XP sur un Macintosh doté d'un processeur Intel avec un outil mis ensuite à disposition sur leur site. Le mois suivant, Apple annonce la sortie de la bêta publique de Boot Camp, un utilitaire qui permet aux possesseurs de Macintel d'installer Windows XP sur leurs machines. La première version finale voit le jour lors de la sortie de Mac OS X v10.5 en octobre 2007, puisque intégrée à ce dernier.
Le passage à une plate-forme Intel a permis l'apparition d'initiatives, telles que OSx86, qui rendent partiellement possible l'installation de Mac OS X sur des PC. Ces ordinateurs sont souvent dénommés Hackintosh, mot-valise issu des mots Hack et Macintosh. Si le marché de ces nouveaux « clones » a attiré plusieurs entrepreneurs, Apple a très sévèrement combattu les tentatives de ventes de « Hackintosh ».

### L'ère du mobile
À la suite de l'annonce et la présentation de l'iPhone et de l'Apple TV à la Macworld Expo en janvier 2007, Steve Jobs annonce qu'Apple Computer Inc. devient officiellement Apple Inc., puisque les ordinateurs ne sont plus le seul secteur d'activité de la firme. L’iPhone, est lui mis en vente aux États-Unis à partir de juillet 2007 et à partir de novembre 2007 en France, en Allemagne et en Angleterre.
Le mois suivant, dans une lettre ouverte, Steve Jobs demande aux majors du disque d'autoriser la vente de leur musique sans DRM. Deux mois plus tard, en avril, l'une des quatre majors, EMI Group, annonce conjointement avec Apple que l'iTunes Store proposera à partir de mai des pistes du catalogue d'EMI sans DRM et avec un encodage au format AAC doublé à 256 kbit/s, offrant une qualité sonore supérieure.
En juillet de l'année suivante, pour alimenter l'iPhone OS en applications tierces diverses et variées, Apple ouvre l'App Store, une dépendance de l'iTunes Store, qui permet de télécharger des applications pour iPhone et iPod touch. En un mois, 60 millions d'applications y sont téléchargées, pour une moyenne d'un million de dollars dépensés par jour, alors que la majorité des applications présentes sont gratuites.
En décembre 2008, Apple annonce dans un communiqué qu'après plus de 20 ans de présence à la Macworld Conference & Expo, l'édition 2009 sera la dernière pour la firme, et que contrairement aux annonces précédentes, la keynote ne sera pas présentée par Steve Jobs, mais par Phil Schiller. Le mois suivant, un mémo interne de Steve Jobs annonce qu'il se met en retrait de la direction opérationnelle d'Apple jusqu'en juin 2009, pour raisons de santé. Il est remplacé durant ce laps de temps par Timothy D. Cook. Malgré la crise économique mondiale et l'absence de Steve Jobs, Apple réalise à l'époque son meilleur trimestre (hors période des fêtes) avec un chiffre d'affaires de 8,16 milliards de dollars et 1,21 milliard de dollars de bénéfices.
Après des années de spéculations et de rumeurs, Apple annonce le 27 janvier 2010 son tablet PC, l'iPad. Utilisant aussi l'iPhone OS, l'iPad dispose ainsi du même vaste catalogue d'applications. 300 000 appareils sont vendus le jour de son lancement aux États-Unis.

## L'après Steve Jobs

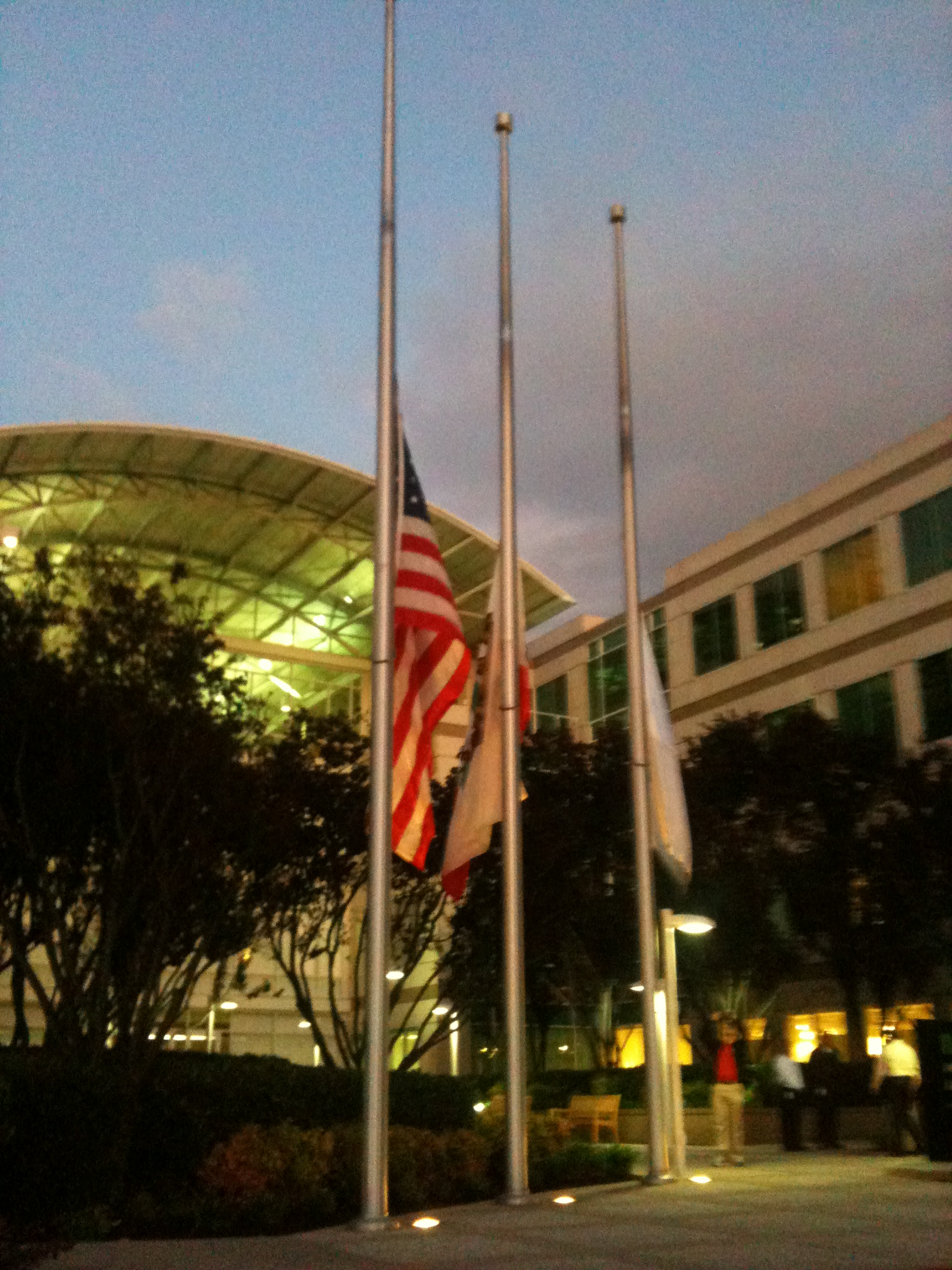
Les drapeaux sont mis en berne, à l'annonce officielle du décès de Steve Jobs, cofondateur et icône de la firme.

Après s'être à nouveau mis en retrait pour des raisons de santé le 17 janvier 2011, laissant Tim Cook gérer les tâches du quotidien, Steve Jobs abandonne officiellement son poste de CEO le 24 août de la même année tout en gardant son poste de président du conseil d'administration. Cependant, lors de la nuit du 5 octobre 2011, il succombe des suites de son cancer du pancréas.
Au moment de sa mort, et au gré des fluctuations du marché, Apple devient l'entreprise la plus riche au monde par sa capitalisation boursière, laquelle atteint 623,52 milliards de dollars le 20 août 2012, la plus forte somme de tous les temps, sans tenir compte de l'inflation (en 1999 Microsoft était valorisé à 620,58 milliards de dollars constants, soit 856,40 actuels).
En août 2012 se tient un procès très important entre Apple et la firme sud-coréenne Samsung, à la suite d'une bataille judiciaire engagée en 2011 (en). Les deux sociétés s'accusent alors mutuellement d'avoir violé des brevets leur appartenant (notamment sur le design, pour Apple et sur des technologies Wi-Fi mobile pour Samsung). Après délibération, les jurés d'un tribunal californien déclarent Samsung coupable d'avoir copié l'iPhone et l'iPad d'Apple et le condamnent à verser la somme d'1,050 milliards de dollars US à la firme américaine. D'ici la fin de l'année, la justice américaine jugera quels produits de Samsung devront être interdits aux États-Unis.
En novembre 2013, Apple acquiert l'entreprise israélienne de semi-conducteur, PrimeSense, pour 345 millions de dollars Le 28 mai 2014, Apple achète Beats Electronics et Beats Music pour 3 milliards de dollars (environ 2,2 milliards d'euros).
La capitalisation boursière de l'entreprise continue à augmenter, surtout à travers le succès des models successifs de l'iPhone ainsi que par la progression de ses services (iTunes Store, iCloud, Apple Music, Apple Pay...), et le 2 août 2018, Apple devient la première entreprise privée de l'histoire à dépasser une capitalisation de 1000 milliards de dollars. Puis à l'été 2020, l'entreprise de Cupertino franchit la barre des 2000 milliards de dollars en bourse. 
En décembre 2018, Apple annonce un investissement de 10 milliards de dollars aux Etats-Unis, en créant un complexe à Austin et en créant plusieurs centres de données.